# Die schwarze Frau
Die schwarze Frau (en français La Femme noire) est une pièce de Carl Meisl.

## Argument
Dans le petit village de Gänsewitz, la "femme noire" hante l'hôtel de ville depuis plusieurs années et tous les conseillers et les gardes de la ville en ont peur.
Elle apparaît au locataire avare Sperber parce qu'il lui doit de l'argent (en vérité, à Nanette). Haberstroh veut obtenir le grand héritage de Nanette en l'épousant. La "femme noire", c'est elle qui se déguise pour protéger le trésor enfoui de son père décédé, riche orfèvre.
Le drôle de vagabond Georgel arrive dans la ville, est accueilli par un gardien et n'est pas impressionné par la "femme noire", il danse même une valse avec elle.
Après quelques scènes de déguisement - même Klapperl joue une fois la "femme noire" - dans la scène de clôture, toutes les femmes des conseillers revêtent le costume, se révèlent et maltraitent leurs maris à cause de leur comportement misérable. Georges et Nanette, qui ont trouvé le trésor enfoui, finissent par s'unir.

## Histoire
La source littéraire de Meisl est La Dame blanche de François-Adrien Boieldieu (musique) et Eugène Scribe (livret), créé le 10 décembre 1825 à l'Opéra-Comique de Paris. La pièce a un grand succès et est bientôt jouée dans toute l'Europe et l'Amérique du Nord, notamment le 6 juillet 1826 à Vienne également au Theater am Kärntnertor, dans la traduction allemande d'Ignaz Franz Castelli.
Cinq mois plus tard, la parodie de Carl Meisl est donnée sous la direction de Carl Carl. Le 12 décembre 1826, la production est déplacée au Theater an der Wien à cause du succès. Il dure environ 25 ans jusqu'à la fin des années 1840 et est dans les pays germanophones avant d'être oublié.
Meisl est relativement fidèle au modèle, il change le milieu écossais aristocratique de 1759 pour une petite ville près de Vienne.
La dernière représentation de Die schwarze Frau est donnée en 1851 en même temps que la populaire pièce de Johann Nestroy, Der gutmüthige Teufel, à laquelle participe également Nestroy, aux côtés de Wenzel Scholz. Bien que Wenzel Scholz n'ait pas joué Klapperl à la première, il reprend le rôle au Theater an der Wien et a son premier grand succès et sa percée en tant que comédien. La Dame noire est incarnée par Betty Vio, le locataire Sperber par Friedrich Hopp.
La musique est écrite par Adolf Müller senior, qui a son premier grand succès avec elle.

## Source de la traduction
- (de) Cet article est partiellement ou en totalité issu de l’article de Wikipédia en allemand intitulé « Die schwarze Frau » (voir la liste des auteurs).